# Grupo vanílico

Grupo funcional vanílico.

Em química orgânica, o grupo vanílico (também conhecido como vaniloil ou vanilil) é um grupo funcional. Compostos contendo um grupo vanílico são chamados vanilóides, e incluem vanilina, ácido vanílico, capsaicina, ácido vanililmandélico, etc.